# Round Top Island National Park
Round Top Island National Park är en park i Australien. Den ligger i delstaten Queensland, omkring 800 kilometer nordväst om delstatshuvudstaden Brisbane. Round Top Island National Park ligger 61 meter över havet. Arean är 34 kvadratkilometer.
Närmaste större samhälle är Mackay, nära Round Top Island National Park. Genomsnittlig årsnederbörd är 1 672 millimeter. Den regnigaste månaden är mars, med i genomsnitt 448 mm nederbörd, och den torraste är september, med 21 mm nederbörd.